# Albert Baumann
Albert Baumann (ur. w XIX wieku, zm. ?) – pierwszy szwajcarski strzelec, który wziął udział w igrzyskach olimpijskich.
Brał udział w Letnich Igrzyskach Olimpijskich 1896. Startował tylko w strzelaniu z karabinu wojskowego z odległości 200 metrów, w którym zajął ósme miejsce.

## Wyniki olimpijskie
| Igrzyska | Konkurencja             | Wynik     | Miejsce | Źródło |
| -------- | ----------------------- | --------- | ------- | ------ |
| IO 1896  | Karabin wojskowy, 200 m | 1294 pkt. | 8       | [ 1 ]  |